# Lene Nystrømová
Lene Grawford Nystrømová (* 2. října 1973 Tønsberg) je norská zpěvačka a herečka. Jako zpěvačka se proslavila především prvním působením v dánské eurodancové skupině Aqua v letech 1994–2001, kdy skupina zaznamenala mezinárodní úspěch, především díky singlu Barbie girl z roku 1997. S Aquou vydala dvě alba, nejúspěšnější bylo to prvé z roku 1997 nazvané Aquarium, které se stalo jedničkou dánské, australské, kanadské, nizozemské a norské albové hitparády. Druhé album z roku 2000 Aquarius již uspělo méně, jedničkou se ale stalo v Dánsku a Norsku. Po rozpadu skupiny v roce 2001 se pokusila o sólovou kariéru. V roce 2003 vydala jedno sólové album Play with Me, které však nedosáhlo kýženého úspěchu. V letech 2010-2012 hrála v několika filmech z kriminální série Varg Veum. Skupina Aqua byla obnovena v roce 2008 a nahrála další album Megalomania, které ale bodovalo již jen v Dánsku (druhé místo albové hitparády). Znovu byl projekt obnoven v roce 2016 a funguje dodnes. Projekt se pro Nystromovou stal osudovým i v osobním životě, nejprve dlouhá léta chodila s jedním jeho členem René Difem, který ji kdysi objevil v dánském televizním pořadu Casino, kde dělala hostesku, a pozval ji do skupiny. Nakonec se ale v roce 2001 vdala za druhého člena Sørena Rasteda. Rozvedli se po šestnácti letech v roce 2017, mají syna a dceru.